# Meurtres dans la 110e Rue
Pour les articles homonymes, voir Across 110th Street.
 (septembre 2012).
Si vous disposez d'ouvrages ou d'articles de référence ou si vous connaissez des sites web de qualité traitant du thème abordé ici, merci de compléter l'article en donnant les références utiles à sa vérifiabilité et en les liant à la section « Notes et références ».
Pour plus de détails, voir Fiche technique et Distribution.
Meurtres dans la 110e Rue (Across 110th Street) est un film policier réalisé par Barry Shear et sorti en 1972. Souvent associé à la blaxploitation, il a reçu un accueil élogieux de critiques comme Greil Marcus pour avoir surpassé les limites du genre. La bande originale du film et la chanson Across 110th Street, interprétée par Bobby Womack, ont connu un certain succès.

## Synopsis
L'histoire se déroule à Harlem, où la 110e Rue symbolise une frontière entre les quartiers pauvres et aisés.
À la suite d'un cambriolage, trois jeunes voleurs se retrouvent poursuivis par la mafia et la police.

## Fiche technique
- Titre : Meurtres dans la 110e Rue
- Titre original : Across 110th Street
- Réalisation : Barry Shear
- Musique : Bobby Womack, J. J. Johnson
- Producteurs : Anthony Quinn, Fouad Said, Barry Shear
- Distribution : United Artists
- Pays d'origine : États-Unis
- Langue : anglais
- Genre : film policier
- Durée : 102 minutes
- Date de sortie : 1972
- Affiche : Jouineau Bourduge (France)

## Distribution
- Anthony Quinn (VF : Claude Bertrand) : Le capitaine Mattelli
- Yaphet Kotto (VF : Bachir Touré) :  Le lieutenant William Pope
- Anthony Franciosa (VF : Roland Ménard) : Nick D'Salvio
- Paul Benjamin (VF : Med Hondo) : Jim Harris
- Ed Bernard (VF : Greg Germain) : Joe Logart
- Richard Ward : Doc Johnson
- Norma Donaldson (VF : Maïk Darah) : Gloria Roberts
- Antonio Fargas : Henry Jules Jackson
- Gilbert Lewis (VF : Robert Liensol) : Shevvy
- Nat Polen (VF : Yves Brainville) : Le lieutenant David Reilly
- Tim O'Connor : Le lieutenant Jack Hartnett
- Marlene Warfield : Mme Jackson
- Burt Young : Lapides